# Byblis arcticus
Byblis arcticus är en kräftdjursart som beskrevs av Just 1970. Byblis arcticus ingår i släktet Byblis och familjen Ampeliscidae. Inga underarter finns listade i Catalogue of Life.